# Скорняжный узел
Скорня́жный у́зел — соединяющий временный узел, известный скорнякам. Является одним из надёжнейших, соединяющих концы двух верёвок, узлов. Состоит из пары переплетённых между собой простых узлов. Скорняжный узел крепко затягивается, но и без особого труда развязывается. Может с успехом быть применён при связывании рыболовных лесок. Существуют несколько способов завязывания скорняжного узла, при которых возможно легко ошибиться, и в результате образуется один из наименее надёжных узлов, который уступает первенство ненадёжности лишь тёщиному узлу.
Кажется странным, что этот замечательный узел, давно известный скорнякам, до сих пор остался незамеченным моряками. Его схема говорит сама за себя. Он сравнительно прост, имеет достаточно пересечённых концов и компактен. Кроме того, скорняжный узел обладает отличным свойством — рассчитанный для сильной тяги, он крепко затягивается, но и без особого труда развязывается. Этот узел с успехом можно применять для связывания синтетических тросов и рыболовных лесок.

## Конфликт названий
| img      |                                                            |                                              |
| wiki RU  | Скорняжный узел                                            | -                                            |
| wiki EN  | Ashley’s bend                                              | -                                            |
| ABOK     | 2/3/34 #1452                                               | Double harness bend with parallel ends #1421 |
| Скрягин2 | Скорняжный узел(115c)                                      | ?                                            |
| Шамов    | Скорняжный узел(34c)                                       | ?                                            |
| Новиков  | Скорняжный узел(23c)                                       | ?                                            |
| УПЭ      | ?                                                          | Скорняжный узел(56c)                         |
| БЭУ      | ?                                                          | Скорняжный узел(29c)                         |
| ЛУ       | Узел Эшли (20c) Ashley’s Bend #1452 Скорняжный с инверсией | Пропеллер (с31) #1421                        |